# XI. Mediteranske igre – Atena 1991.
11. Mediteranske igre su bile održane u Ateni u Grčkoj.
Sudjelovalo je 18 država koje su se natjecale u 24 sportske discipline.
Ovaj sportski događaj je trajao od 28. lipnja do 12. srpnja 1991.

## Tablica odličja
Ljestvica je napravljena prema broju osvojenih zlatnih, srebrnih i brončanih odličja. Kriterij je bio: više osvojenih zlatnih odličja nosi i više mjesto na ljestvici, a u slučaju istog broja, gleda se broj osvojenih srebrnih odličja, a u slučaju istog broja tih odličja, gleda se broj osvojenih brončanih odličja. U slučaju da je i tada isti broj, poredak je prema abecednom redu. Ovaj sustav primjenjuju Međunarodni olimpijski odbor, IAAF i BBC.

Podebljanim slovima i znamenkama je označen domaćinov rezultat na ovim Mediteranskim igrama.
| Mediteranske igre 1991. |             |       |        |        |       |
| Mj.                     | Država      | Zlato | Srebro | Bronca | Zbroj |
| 1.                      | Italija     | 67    | 49     | 52     | 168   |
| 2.                      | Francuska   | 48    | 57     | 34     | 139   |
| 3.                      | Turska      | 23    | 11     | 12     | 46    |
| 4.                      | Španjolska  | 22    | 39     | 49     | 110   |
| 5.                      | Jugoslavija | 16    | 13     | 9      | 38    |
| 6.                      | Grčka       | 9     | 22     | 29     | 60    |
| 7.                      | Alžir       | 9     | 3      | 5      | 17    |
| 8.                      | Egipat      | 8     | 10     | 17     | 35    |
| 9.                      | Maroko      | 5     | 5      | 10     | 20    |
| 11.                     | Sirija      | 4     | 2      | 5      | 11    |
| 12.                     | Cipar       | 1     | 2      | 1      | 4     |
| 13.                     | Libanon     | 1     | 1      | 1      | 3     |
| 14.                     | Tunis       | 1     | 0      | 5      | 6     |
| 15.                     | Albanija    | 0     | 4      | 4      | 8     |
|                         | UKUPNO      |       |        |        |       |

## Vanjske poveznice
- HTV sport  Arhivirana inačica izvorne stranice od 30. rujna 2007. (Wayback Machine) Povijest Mediteranskih igara
- HOO  Arhivirana inačica izvorne stranice od 5. kolovoza 2007. (Wayback Machine) Povijest na HOO-u
- Međunarodni odbor za Mediteranske igre  Arhivirana inačica izvorne stranice od 3. veljače 2007. (Wayback Machine)
- Atletski rezultati na gbrathletics.com
- SOO  Arhivirana inačica izvorne stranice od 27. rujna 2007. (Wayback Machine)